# Colorant caramel
Pour les articles homonymes, voir Caramel (homonymie).
Le colorant caramel (E150), encore appelé caramel colorant, est un colorant alimentaire liquide ou solide, soluble dans l’eau, de couleur jaune clair à brun foncé (couleur caramel), employé pour colorer un grand nombre de denrées alimentaires. On l'obtient par traitement thermique de glucides, le plus souvent en présence d'acides, de bases ou de sels, par un processus de caramélisation. Des agents antimousse de qualité alimentaire peuvent être utilisés en quantité ne dépassant pas celle nécessaire à l'obtention de l'effet attendu. 

## Dangerosité du colorant caramel
L'adjonction d'ammoniaque NH4OH et/ou de sulfites SO32− permet ainsi de produire toute une gamme de colorants répondant aux besoins de l'industrie agroalimentaire désignés par des « classes » de I à IV. Le procédé de fabrication des colorants caramel, à base d'ammoniaque, de sulfite d'ammonium (NH4)2SO3 et de différents peptides, forme un composé, le 4-méthylimidazole (couramment abrégé « 4-MEI »), dont la présence dans ces colorants est soupçonnée depuis les années 1970 d'être cancérogène, ce qui a été confirmé en 2014 (cancérigène chez la souris et probablement source de leucémie chez le rat), ainsi que du 2-méthylimidazole (2-MEI) ; ces produits sont présents dans les recettes de boissons très consommées fabriquées dans plusieurs grands pays.
Présent dans les colorants E150c et E150d, le 4-MEI est classé « peut-être cancérogène » (2B) depuis 2011 par le Centre international de recherche sur le cancer (CIRC), tandis que l'Autorité européenne de sécurité des aliments (EFSA) réaffirme que « les caramels alimentaires autorisés dans l'Union Européenne ne sont ni génotoxiques ni cancérogènes » mais recommande toutefois de poursuivre les efforts en vue de « maintenir un niveau d’exposition des consommateurs aux sous-produits de ces caramels colorants aussi bas que possible ».

## Législation européenne
L'utilisation des colorants caramel est régie par deux directives de l'Union européenne : 
- La première, la directive 94/36/CE[5], définit les colorants autorisés à être employés dans les denrées alimentaires.
- La seconde, la directive 95/45/CE[6], établit les critères de pureté spécifiques pour les colorants.

Il existe quatre classes de colorants caramel définies suivant leur mode de production et leur type d'application. La classe I comprend les colorants caramel ordinaires (E150a), la classe II ceux au sulfite caustique (E150b), la classe III ceux dit ammoniacaux (E150c) et la classe IV ceux au sulfite d’ammonium (E150d).

## Typologies
- Le colorant caramel (ou caramel ordinaire ; classe I) E150a est préparé par chauffage contrôlé de glucides constitués des monomères glucose et fructose et/ou de leurs polymères : par exemple, sirop de glucose, saccharose et/ou sirops de sucres invertis. Pour favoriser la caramélisation, on peut employer des acides, des bases (par exemple, la soude caustique NaOH) et des sels à l'exception des composés ammoniaqués. De couleur jaune-orangé, la classe I représente environ 1 % des colorants caramel industriels et est notamment utilisée pour colorer les boissons alcoolisées telles que les whiskies et certains cognacs[7].

- Le colorant caramel de sulfite caustique (Classe II) E150b est préparé par chauffage contrôlé de glucides définis pour le caramel ordinaire, avec ou sans acides ou bases, en présence de composés de sulfites : acide sulfureux H2SO3, sulfite de potassium K2SO3, bisulfite de potassium KHSO3, sulfite de sodium Na2SO3 et bisulfite de sodium NaHSO3 ; aucun composé ammoniaqué n'est utilisé dans cette classe. De couleur jaune-orangé, la classe II représente environ 2 % des colorants caramel industriels et est notamment utilisée pour colorer les biscuits et les céréales de petit-déjeuner[7].

- Le colorant caramel ammoniacal (Classe III) E150c est préparé par chauffage contrôlé de glucides définis pour le caramel ordinaire, avec ou sans acides ou bases, en présence de composés d'ammonium : ammoniaque (hydroxyde d’ammonium) NH4OH, carbonate d'ammonium (NH4)2CO3, bicarbonate d'ammonium NH4HCO3 et phosphate d'ammonium (NH4)3PO4 ; aucun composé de sulfite n'est utilisé dans cette classe. De couleur brun-gris, la classe III représente environ 25 à 27 % des colorants caramel industriels et est utilisée pour colorer les bières, les sauces, les confiseries ou encore certains pains industriels[7].

- Le colorant caramel au sulfite d'ammonium (Classe IV) E150d est préparé par chauffage contrôlé de glucides définis pour le caramel ordinaire, avec ou sans acides ou bases, en présence des composés de sulfite et d'ammonium : acide sulfureux H2SO3, sulfite de potassium K2SO3, bisulfite de potassium KHSO3, sulfite de sodium Na2SO3, bisulfite de sodium NaHSO3, ammoniaque NH4OH, carbonate d'ammonium (NH4)2CO3, bicarbonate d'ammonium NH4HCO3, phosphate d'ammonium (NH4)3PO4, sulfate d'ammonium (NH4)2SO4, sulfite d'ammonium (NH4)2SO3 et bisulfite d'ammonium NH4HSO3. De couleur brun-gris, la classe IV représente environ 70 à 72 % des colorants caramel industriels et est principalement utilisée dans les environnements acides tels que les sodas (surtout les colas, mais aussi le ginger ale), le thé glacé, le vermouth et certains vinaigres balsamiques[7].